# ANAラウンジ
ANAラウンジ（エーエヌエーラウンジ、英: ANA Lounge）は、全日本空輸 (ANA) が運営するデパーチャーラウンジ（出発者用特別待合室）である。

## 概要
ANAラウンジは国際線向けと国内線向けに用意されており、また空港によってアライバルラウンジ（到着者用特別待合室）も設置されている。
- 国際線搭乗者向けには、ANAスイートラウンジ・ANAラウンジ・ANAアライバルラウンジがある[1]。
- 国内線搭乗者向けには、ANAスイートラウンジ[2]・ANAラウンジ[3]がある[4]。

利用基準はANAマイレージクラブ (AMC) の会員ステイタス、または、搭乗クラスによって決められている。ANAスイートラウンジはANAラウンジと比較して利用基準が厳しいが、グレードのより高いサービスを提供している。また、ANAが所属する航空連合「スターアライアンス」の上級会員ステータスを所持していて利用基準に合致した場合でも利用できる。ANAカードプレミアムを所有している場合も利用できる。
ただし、この利用基準に合致しない者でも、国際線では成田国際空港・東京国際空港・ダニエル・K・イノウエ国際空港のANAラウンジを、国内線では東京国際空港、新千歳空港、大阪国際空港、福岡空港、那覇空港のANAラウンジを、事前に利用申し込みをしたうえで別途料金を支払えば利用できる。また、条件を満たした上級会員に提供される「ANA SUITE LOUNGE」ご利用券を使用すれば、すべてのANAラウンジ（スイートラウンジ含む）を利用できる。

## サービス

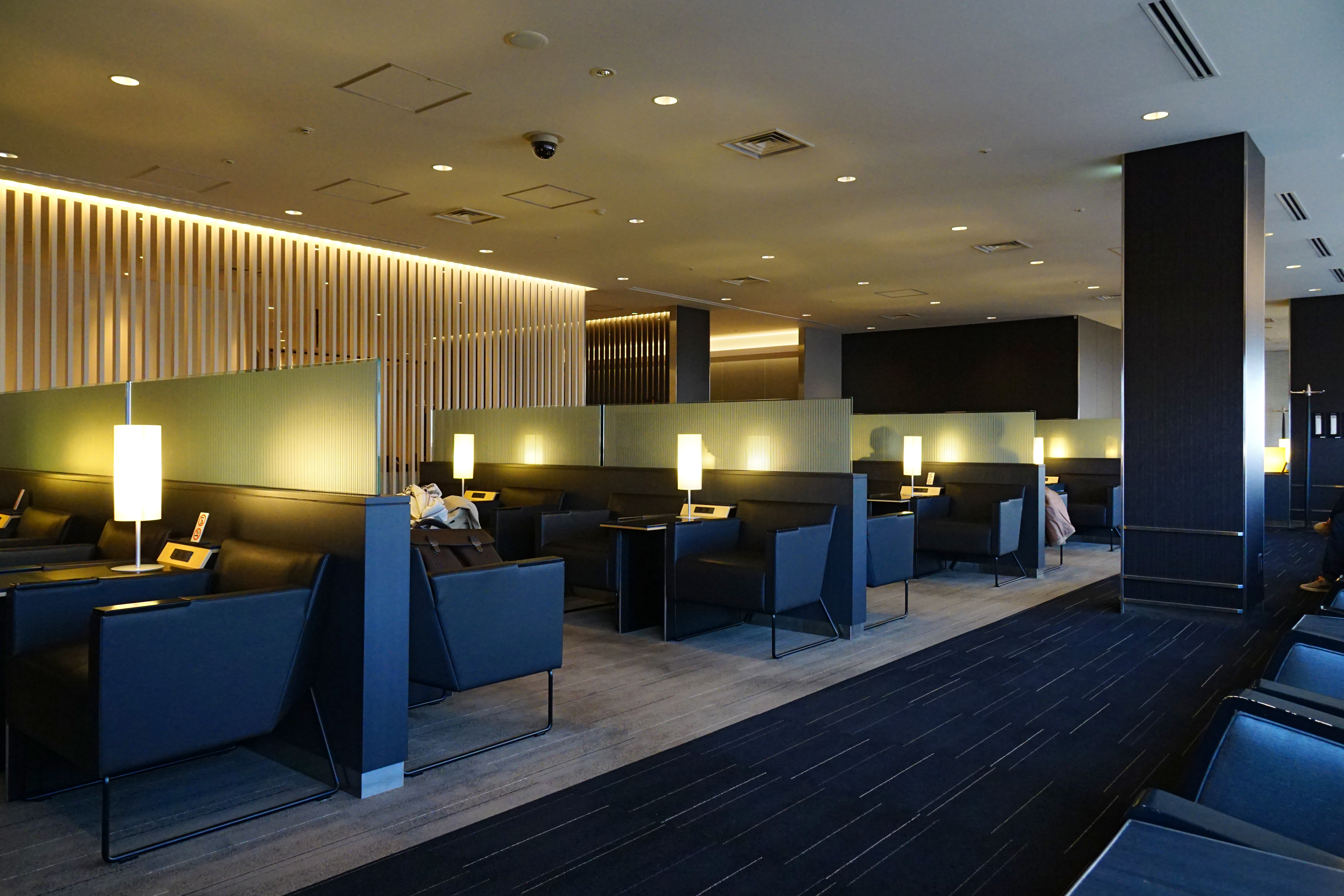
大阪国際空港の国内線ANAスイートラウンジ

ANAラウンジ
利用基準を満たす者には無料で、ソファ席とテーブル席が用意されるほかに、外貨両替機・電話・ファクシミリ・無線LAN・PC・マッサージチェア・喫煙室・シャワー・トイレなどが準備されたコーナーが用意され、軽食・ソフトドリンク・アルコール類・つまみ・各種アメニティグッズ（歯ブラシなど）・新聞・雑誌・機内誌「翼の王国」が提供される。東京国際空港、大阪国際空港、新千歳空港、福岡空港、那覇空港ではANAラウンジ直結の専用のカウンター・手荷物クローク・保安検査場が用意されている。
ANAスイートラウンジ
ANAラウンジのサービスに加え、専用のカウンター・手荷物クローク・保安検査場が用意されている。ラウンジのレセプションで航空券のステータスプリントを確認した後、ラウンジ内の保安検査場でセキュリティチェックが行われる。チェック項目は通常の保安検査場と同一だが、搭乗客への扱いについてはより丁重に行われる。
また、食事としては、国際線では丼物・ビュッフェメニュー、国内線では、おにぎり、パン、麺類（うどん・蕎麦）などが提供される。
ANAスイートラウンジ・ANAラウンジでは、一部の条件を除いて本人以外に同伴者1名も利用可能である。2名以上の同伴者についてはANAマイレージクラブとして利用基準を満たす者のAMC のマイレージサービスのマイルを使用することで利用できる。
なお、空港によっては、ANAアライバルラウンジが設置されており、軽食が提供され、無線LAN・PC・シャワーブースを利用できる。
ANAスイートラウンジは基幹空港にのみ設置されている。
それ以外の空港にはANAラウンジ単体や、JALとの共有ラウンジ（中部国際空港・関西国際空港国内線・熊本空港・宮崎空港）が設置されている。利用基準はANAラウンジと基本的に共通である。

## ラウンジ設置空港

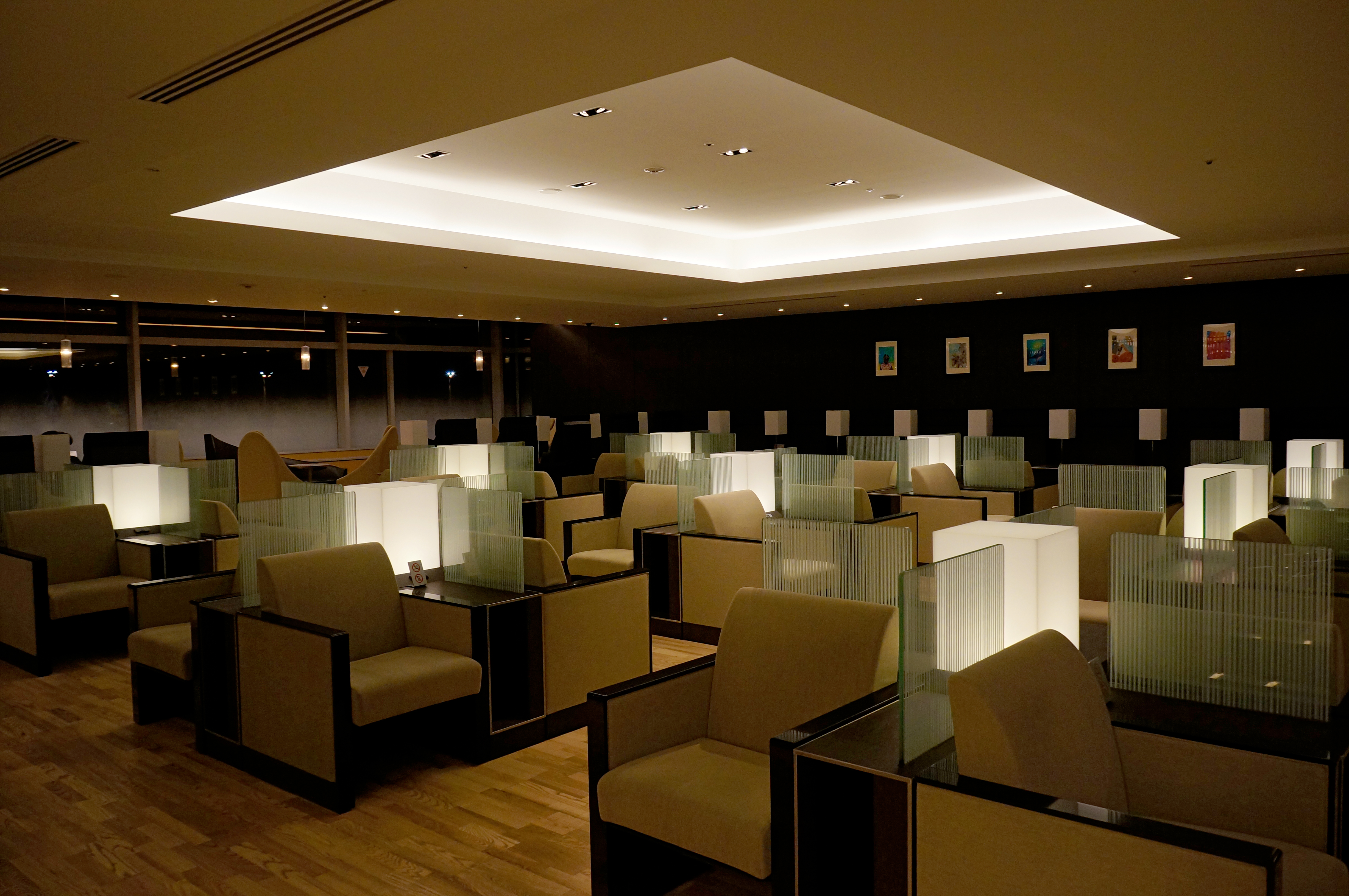
東京国際空港の国内線ANAラウンジ

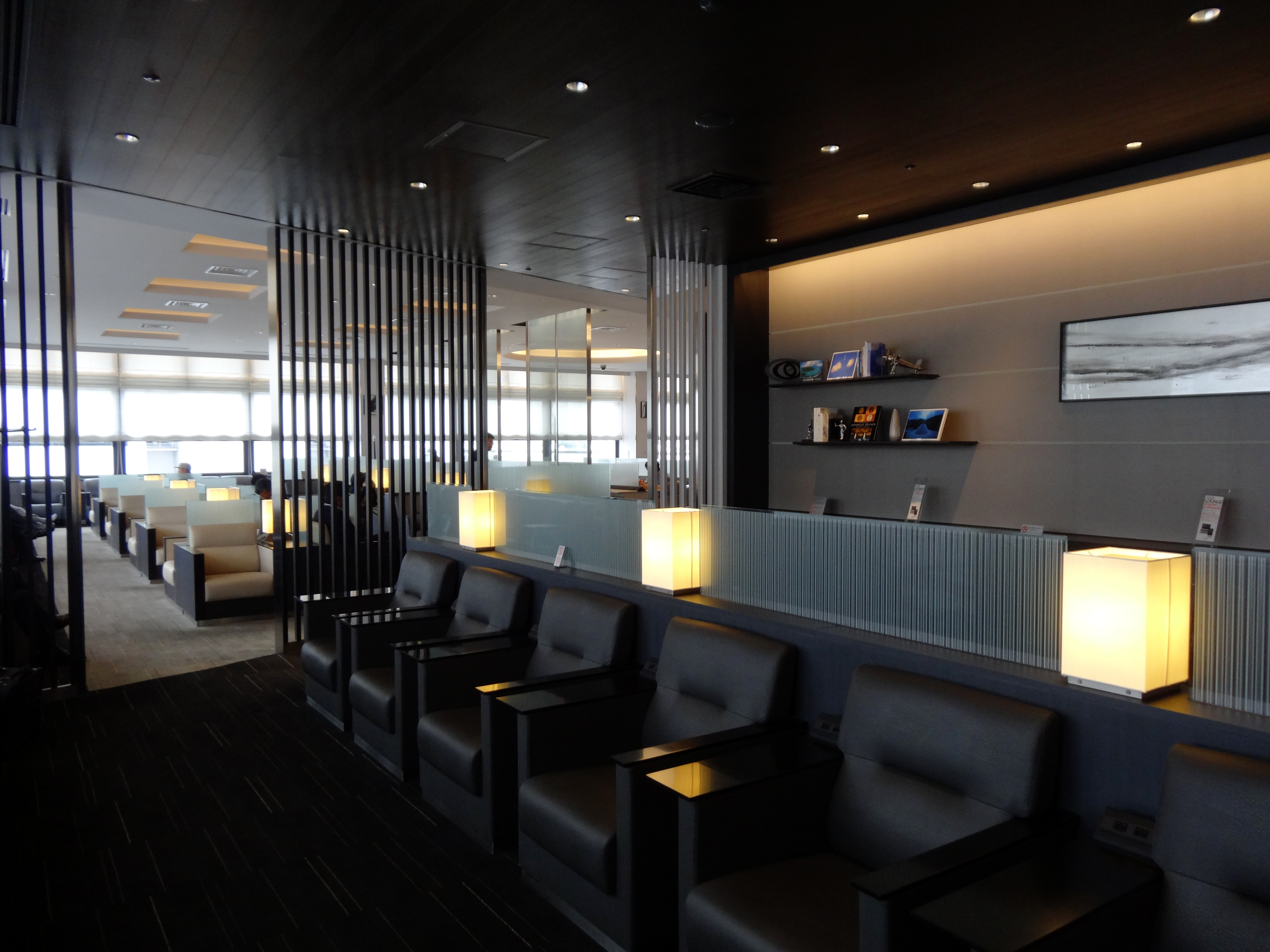
大阪国際空港の国内線ANAラウンジ

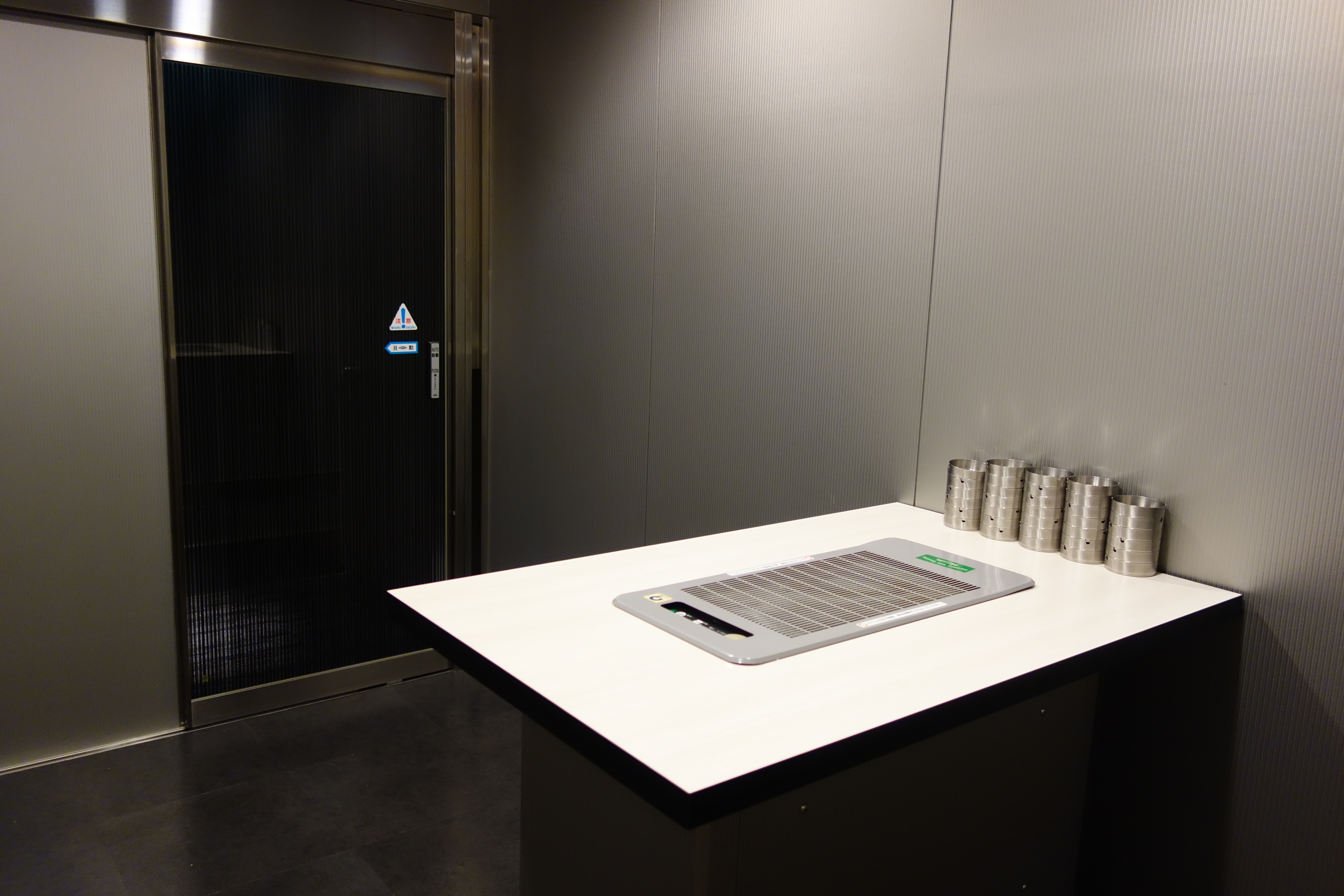
新千歳空港の国内線ANAラウンジ（喫煙室）

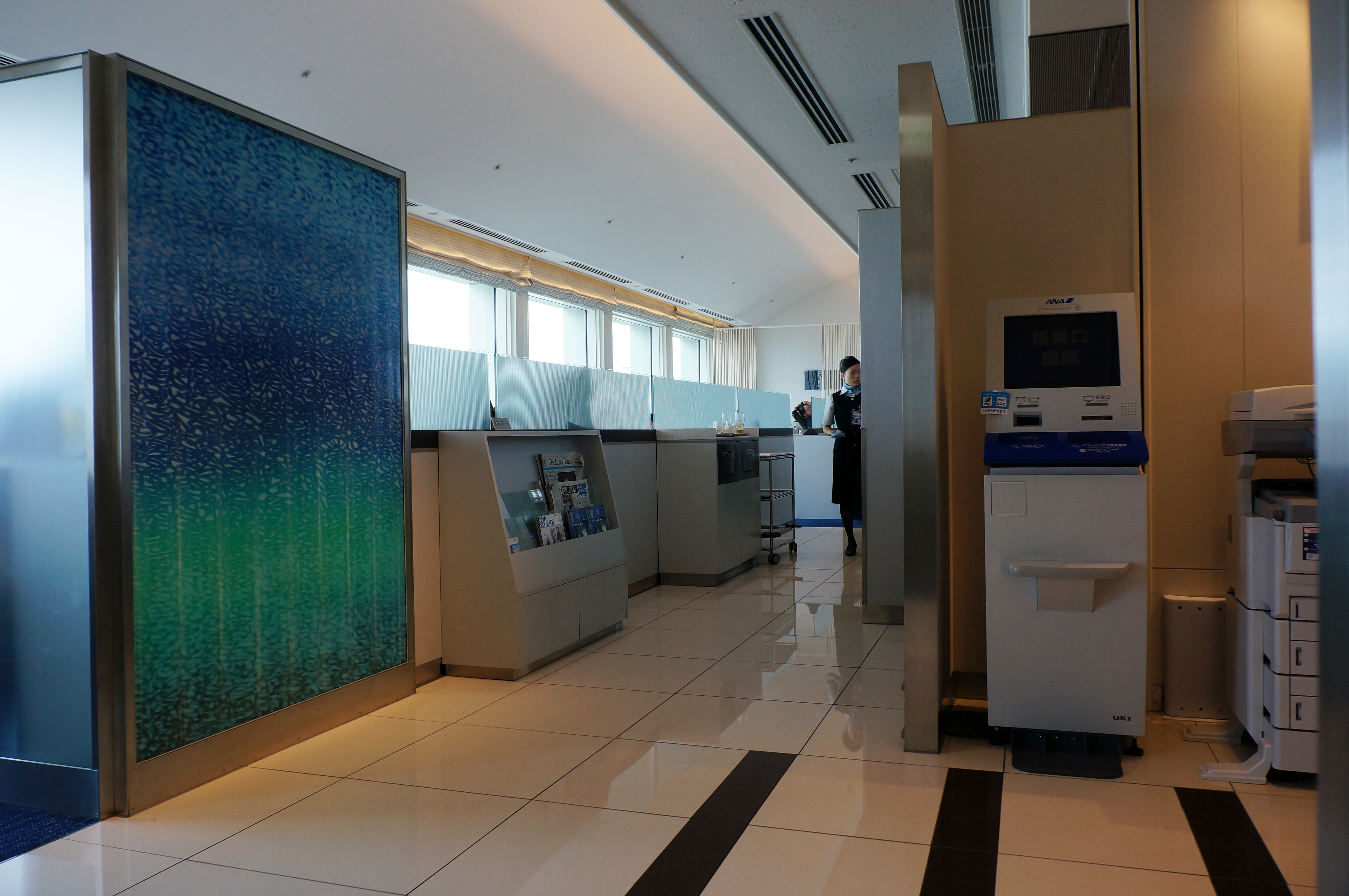
那覇空港の国内線ANAラウンジ

全日本空輸の航空路線が設定されている空港を抜粋し、同社の運営ラウンジを記載する。他の空港ではスターアライアンス加盟航空会社との共用ラウンジなどが提供される。
なお、東京国際空港・成田国際空港のANAラウンジはプレミアムエコノミーでも利用できる。

### 国内線
- 東京国際空港
  - ANAスイートラウンジ
  - ANAラウンジ
- 成田国際空港 ANAアライバルラウンジ
- 大阪国際空港
  - ANAスイートラウンジ
  - ANAラウンジ
- 新千歳空港
  - ANAスイートラウンジ
  - ANAラウンジ
- 仙台空港 ANAラウンジ
- 小松空港 ANAラウンジ
- 岡山空港 ANAラウンジ
- 広島空港 ANAラウンジ
- 松山空港 ANAラウンジ
- 福岡空港
  - ANAスイートラウンジ
  - ANAラウンジ
- 鹿児島空港 ANAラウンジ
- 那覇空港
  - ANAスイートラウンジ
  - ANAラウンジ

### 国際線
- 東京国際空港[9]
  - ANAスイートラウンジ
  - ANAラウンジ
  - ANAアライバルラウンジ[10]
- 成田国際空港[11]
  - ANAスイートラウンジ
  - ANAラウンジ
  - ANAアライバルラウンジ
- 関西国際空港 ANAラウンジ（2025年5月31日をもって閉鎖予定）
- ダニエル・K・イノウエ国際空港
  - ANAスイートラウンジ
  - ANAラウンジ